# ABC-1
ABC-1 war der Name einer Reihe geheimer Gespräche zwischen britischen und US-amerikanischen Stabsoffizieren Anfang 1941, bei denen – mehrere Monate vor dem eigentlichen Kriegseintritt der USA – über eine gemeinsame Strategie im Zweiten Weltkrieg beraten wurde.

## Hintergrund
Nach der Kapitulation Frankreichs trafen sich US-Präsident Roosevelt und der kanadische Premierminister William Lyon Mackenzie King am 19. August 1940 und teilten mit einer anschließenden Presseerklärung die Ogdensburg-Vereinbarung mit. Ein gemeinsamer Beratungsausschuss, das Permanent Joint Board on Defence, wurde gegründet, da eine mögliche Niederlage des Vereinigten Königreichs sowie die Expansionsbestrebungen Japans eine militärische Verwundbarkeit des nordamerikanischen Kontinents zeigen würden. Der Ausschuss bestehend aus Mitgliedern des kriegführenden Kanada und der nichtkriegführenden USA, befasste sich mit Kriegseventualitäten und strategischen Großprojekten.
Nach den deutschen Erfolgen insbesondere in Westeuropa (Westfeldzug) und der fortgesetzten japanischen Aggression in Asien (Besetzung Indochinas) hatte sich bei den militärischen Planern der USA der Eindruck verschärft, dass man zur Unterstützung Großbritanniens gegen die seit September 1940 im Dreimächtepakt verbündeten Achsenmächte Deutschland, Italien und Japan unter Umständen bald selbst in den Krieg verwickelt werden könnte. In seinem Plan-Dog-Memorandum hatte der Chief of Naval Operations Harold R. Stark im November 1940 eine weltweite Verteidigungsstrategie  ausgearbeitet. Deren Grundannahme war, dass im Kriegsfall einer mit Großbritannien zusammen durchgeführten Großoffensive im Atlantik der Vorrang eingeräumt werden sollte. Im Pazifik sollte man hingegen eine defensive Haltung einnehmen. Roosevelt billigte den Plan nie formell. Starks Einschätzungen waren im Dezember 1940 vom Joint Board der US-Streitkräfte (Vorläufer der Joint Chiefs of Staff) im Wesentlichen bestätigt worden und die politische Führung hatte die Einleitung von Stabsgesprächen mit den voraussichtlichen Verbündeten autorisiert.

## Die Konferenz
Die britischen und amerikanischen Militärdelegationen trafen sich vom 29. Januar bis zum 29. März 1941 in Washington zu Sondierungsgesprächen. Die Konferenz ging auf einen britischen Vorschlag vom November 1940 zurück und war größer angelegt als vorherige britisch-amerikanische Marinegespräche. Roosevelt hatte dem amerikanischen Militär klargemacht, dass es nur um Planungen für den Fall gehe, dass man gezwungen wäre in den Krieg einzutreten aber keine Vorgabe für die militärische Planung an die Hand gegeben. Die Briten waren gut koordiniert und gingen in ihrer Planung von einem künftigen Krieg gegen die europäischen Achsenmächten und Japan aus, während die Amerikaner davon ausgingen, dass Japan vorerst neutral bleiben werde. Man einigte sich schnell auf die Formel des „Germany first“, also der Fokussierung der beiderseitigen Anstrengungen auf die baldige Niederlage Deutschlands. Die US-Pazifikflotte sollte währenddessen die Verteidigung im Pazifik nach besten Kräften unterstützen. Die amerikanischen Militärs wollten keine amerikanischen Marineeinheiten nach Singapur entsenden, da sie dies für eine strategische Überdehnung hielten, Japan dies als Provokation ansehen könnte und sich Amerika nicht am Schutz europäischer Kolonialbesitzungen beteiligen wolle. Im Fall eines amerikanischen Kriegseintritts sollte ein Viertel der amerikanischen Pazifikflotte in den Nordatlantik verlegt werden und die Präsenz der britischen Flotte in Singapur und der amerikanischen in Pearl Harbor Japan von Kriegshandlungen abschrecken.

### Abschlussdokument
Das Schlussdokument der Konferenz wurde am 27. März fertiggestellt. Eine Anlage, genannt ABC-2, behandelte Fragen der Kooperation der Luftstreitkräfte und wurde am 29. März hinzugefügt.
Die Hauptziele der gemeinsamen Strategie wurden wie folgt festgelegt:
1. Verteidigung der westlichen Hemisphäre,
2. Verteidigung der britischen Inseln unter allen Umständen und Sicherstellung der fortgesetzten Existenz des Commonwealth unter besonderer Wichtigkeit des Haltens einer Position im Fernen Osten,
3. Schutz der Seewege zwischen den assoziierten Mächten.

Die vereinbarte gemeinsame Strategie umfasste sieben Punkte;
1. Ökonomische Blockade der Achsenmächte zur See, zu Land und in der Luft sowie durch diplomatische und finanzpolitische Maßnahmen.
2. Fortgesetzte Luftoffensive zur Zerstörung des Militärpotentials der Achsenmächte.
3. Frühzeitige Eliminierung Italiens als Verbündeter der Achsenmächte.
4. Durchführung von Kommandounternehmen und anderen niedrigschwelligen Militäreinsätzen.
5. Unterstützung der Neutralen und der Widerstandsgruppen im besetzten Europa.
6. Aufbau von Truppen für eine finale Offensive gegen Deutschland.
7. Eroberung von Positionen, von denen eine solche Offensive durchzuführen wäre.

### Teilnehmer
USA
- Rear Admiral Robert L. Ghormley, USN
- Rear Admiral Richmond K. Turner, USN
- Captain Alan G. Kirk, USN
- Captain DeWitt C. Ramsey, USN
- Colonel Omar T. Pfeiffer, USMC
- Lieutenant General Stanley D. Embick, USA
- Brigadier General Sherman Miles, USA
- Brigadier General Leonard T. Gerow, USA
- Colonel Joseph T. McNarney, USAAC

Großbritannien
- Rear Admiral Roger Bellairs, RN
- Rear Admiral Victor Danckwerts, RN
- Major General Edwin Morris, British Army
- Air Vice Marshal John Slessor, RAF

## Folgen
Admiral Stark und Generalstabschef Marshall stimmten dem Dokument zu. Roosevelt kannte den ABC-1-Bericht, vermied aber eine formale Zustimmung oder Ablehnung. Marshall und Stark nahmen das als stillschweigende Zustimmung auf und erarbeiteten auf dieser Grundlage bis zum 14. Mai 1941 den Rainbow-5-Plan, der von Kriegsminister Stimson und Marineminister Knox im Juni abgenommen wurde. Im Mai 1941 wurden ständige Militärmissionen in der Hauptstadt des jeweils anderen Landes ausgetauscht.
Marschall und Stark setzten am Tag von Pearl Harbor Kriegspläne wie Rainbow 5 in Gang, die Operationen gegen Deutschland den Vorrang gaben. Der Grundsatz des „Germany first“ wurde nach dem japanischen Angriff auf Pearl Harbor und den Kriegserklärungen Deutschlands und Italiens an die USA auf der ersten Kriegskonferenz der Anti-Hitler-Koalition im Januar 1942 trotz veränderter Rahmenbedingungen bestätigt. Das beruhte nicht auf dem Einfluss Churchills, sondern auf der geteilten Einschätzung der Verbündeten, dass das deutsche Produktions- und Wissenschaftspotential am gefährlichsten für die Allianz war.